# João Grave
João Grave, född den 12 juli 1872 i Vagos, död 1934 i Porto, var en portugisisk skald.
Grave, som var bibliotekarie i Lissabon, debuterade med diktsamlingar (Livro de Sonhos, 1894, med flera), skev ett stort antal romaner: Os famintos (1903) och Gente pobre (1912) om fattiga stads- och lantarbetares liv, O ultimo fauno (1906), som rosar forntiden, O mutilado (1918) med motiv från Första Världskriget, Vitoria de Parcifal (1919) med flera.